# Reichsadler
Reichsadler nennt man den Adler derjenigen Staatsgebilde, die sich durch das Adlersymbol auf eine Reichsidee beziehen und – mittelbar oder unmittelbar – an die Tradition des Römischen Reiches anknüpfen oder diesen Anspruch verfolgen.
Das ganze Mittelalter über, insbesondere im Heiligen Römischen Reich, bis in das 20. Jahrhundert war der Adler das Sinnbild für die – aus römischer Tradition übernommene – kaiserliche Amts- und Befehlsgewalt. Die Weimarer Republik genauso wie die Erste Republik Österreichs führten den Reichsadler als republikanisches Hoheitszeichen fort, in Österreich seit 1920 als Bundesadler, nach dem Zweiten Weltkrieg in der Bundesrepublik Deutschland ebenfalls als Bundesadler.

## Herkunft und Bedeutung: spätrömische Adler

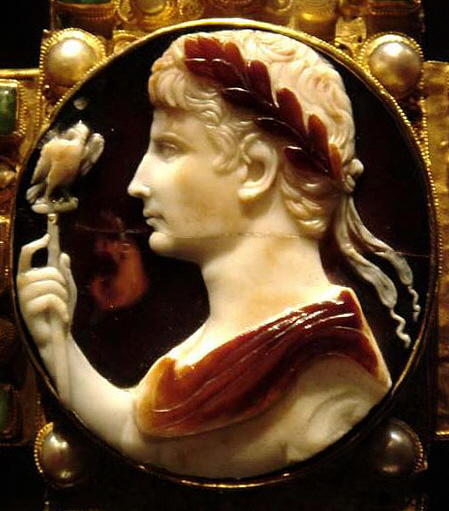
Römischer Adler (Aquila) neben dem Augustusprofil auf dem antiken Augustus-Kameo im Lotharkreuz

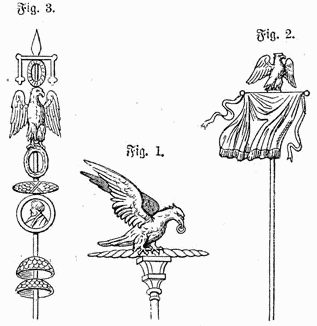
Adler als Jupitersymbol auf dem Feldzeichen römischer Legionen, Abbildung aus Meyers Konversations-Lexikon, 1888

Wie einige andere europäische Wappenadler leitet sich der Reichsadler aus den römischen Feldzeichen, den Aquilæ, ab. Er bezieht sich in dieser Traditionslinie auf die herrschaftliche Befehlsgewalt als solche, das Imperium, und nicht auf die Person oder die Dynastie des Herrschers, denn die kaiserzeitlichen römischen Caesaren führten den Adler nicht als persönliches oder dynastisches Emblem. Daneben ist der Doppeladler im kleinasiatischen Raum aber als dynastisches Zeichen seit dem 4. Jahrhundert verbreitet. Die späten Herrschergeschlechter Ostroms nutzten hierzu den Adler sowie den Doppeladler. Vermutlich steht der Adler daher nach vormittelalterlich-oströmischer Sichtweise nicht als territoriales Zeichen, sondern als ein Symbol für ein Herrschergeschlecht. Nach mittelalterlich-heraldischer Lesart aber steht der Adler primär für ein Territorium und die herrschaftliche Befehlsgewalt über dieses. Anknüpfend an die Ikonografie der Kaiser Ostroms wurde der Adler – zuerst mit einem Kopf, später allgemein zweiköpfig – europaweit zum Emblem der kaiserlichen Würde und Stellung, des Kaisertums, eine Identifikation mit den Dynastien selbst ist seltener und erscheint ausgeprägt erst wieder im Kaisertum Österreich.
Das Frankenreich übernahm – neben anderen antiken Symbolen – den römischen Adler als Herrschaftszeichen, um legitimatorisch an das Römische Reich anzuknüpfen und das fränkische Kaisertum als lineare Fortsetzung des römischen Kaisertums darzustellen. Diese Translatio imperii drückt sich in dem (nicht erhaltenen) Adler auf dem Aachener Palast Karls des Großen ebenso aus wie in dem römischen Adler auf dem antiken Kameo, der um das Jahr 1000 wohl im Auftrag Kaiser Ottos III. in das Zentrum des Lotharkreuzes eingearbeitet wurde. Der Reichsadler fällt aufgrund seiner Festlegung als karolingisches Hoheitszeichen in den Kontext der karolingischen Renaissance und ihrer vielfältigen Bestrebungen, in Form und Geist an die Spätantike und deren römisches Kaisertum anzuknüpfen. Dieser Tradition schlossen sich später auch die Kaiser des Heiligen Römischen Reichs an, insbesondere Otto III., dessen entsprechende Bestrebungen mit dem Ausdruck Restauratio imperii bezeichnet werden.

Römische Aquila an der Spitze eines Feldzeichens im Siegel von Castro Pretorio, der XVIII. Rione vom Rom
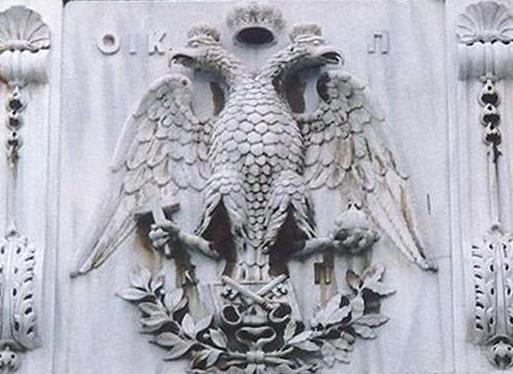
Relief an der Georgskirche des Ökumenischen Patriarchats von Konstantinopel in Istanbul
Hauswappen der Palaiologen, des Herrschergeschlechts des Byzantinischen Reiches (1259–1453)
Palaiologen-Wappen mit Reichsapfel und Schwert

## Reichsadler des Heiligen Römischen Reiches

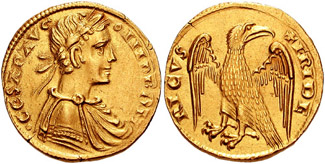
Reichsadler auf einer Augustale Friedrichs II. aus der Münze von Messina, nach 1231

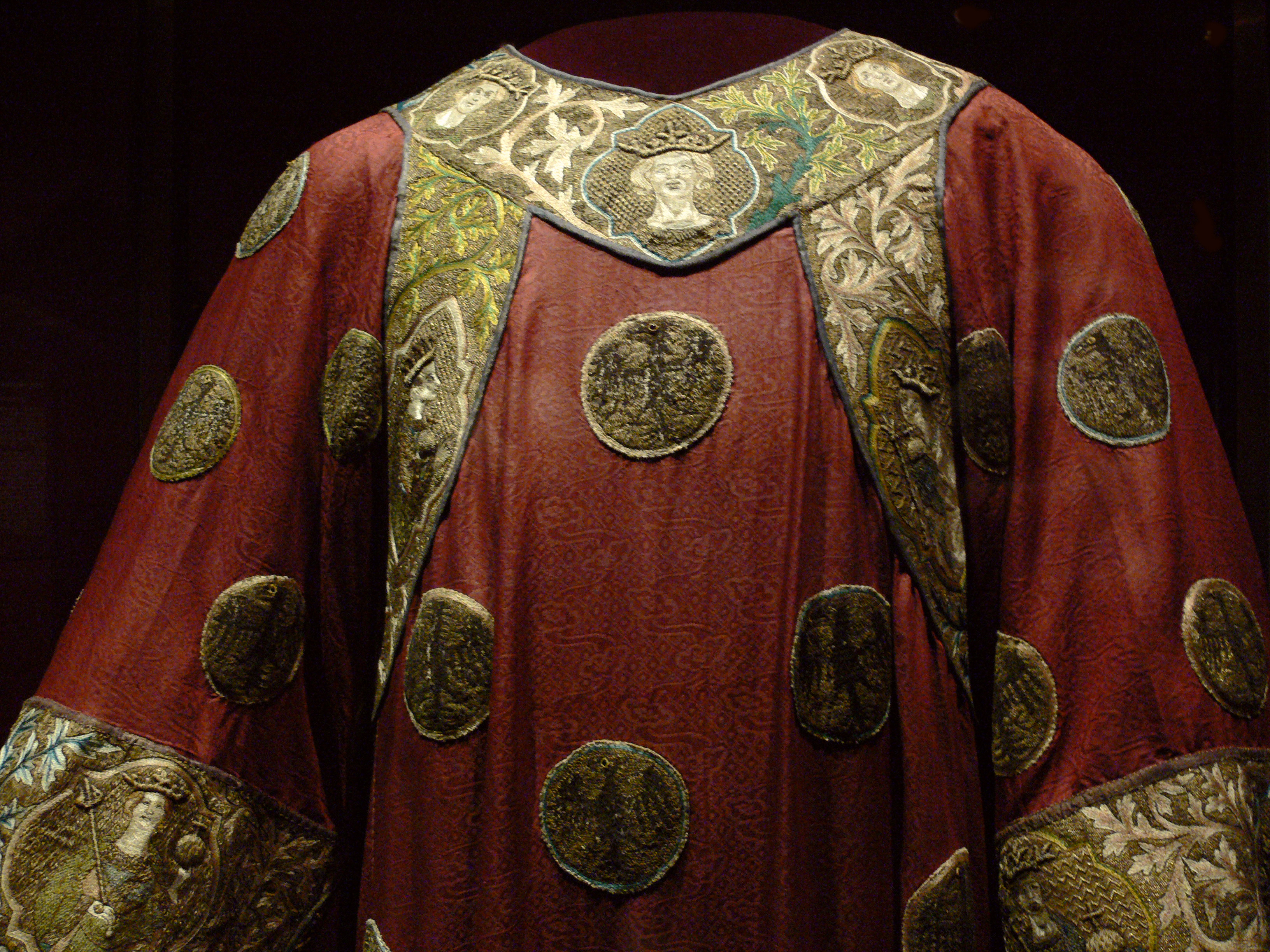
Reichsadler auf der Adlerdalmatika, um 1330

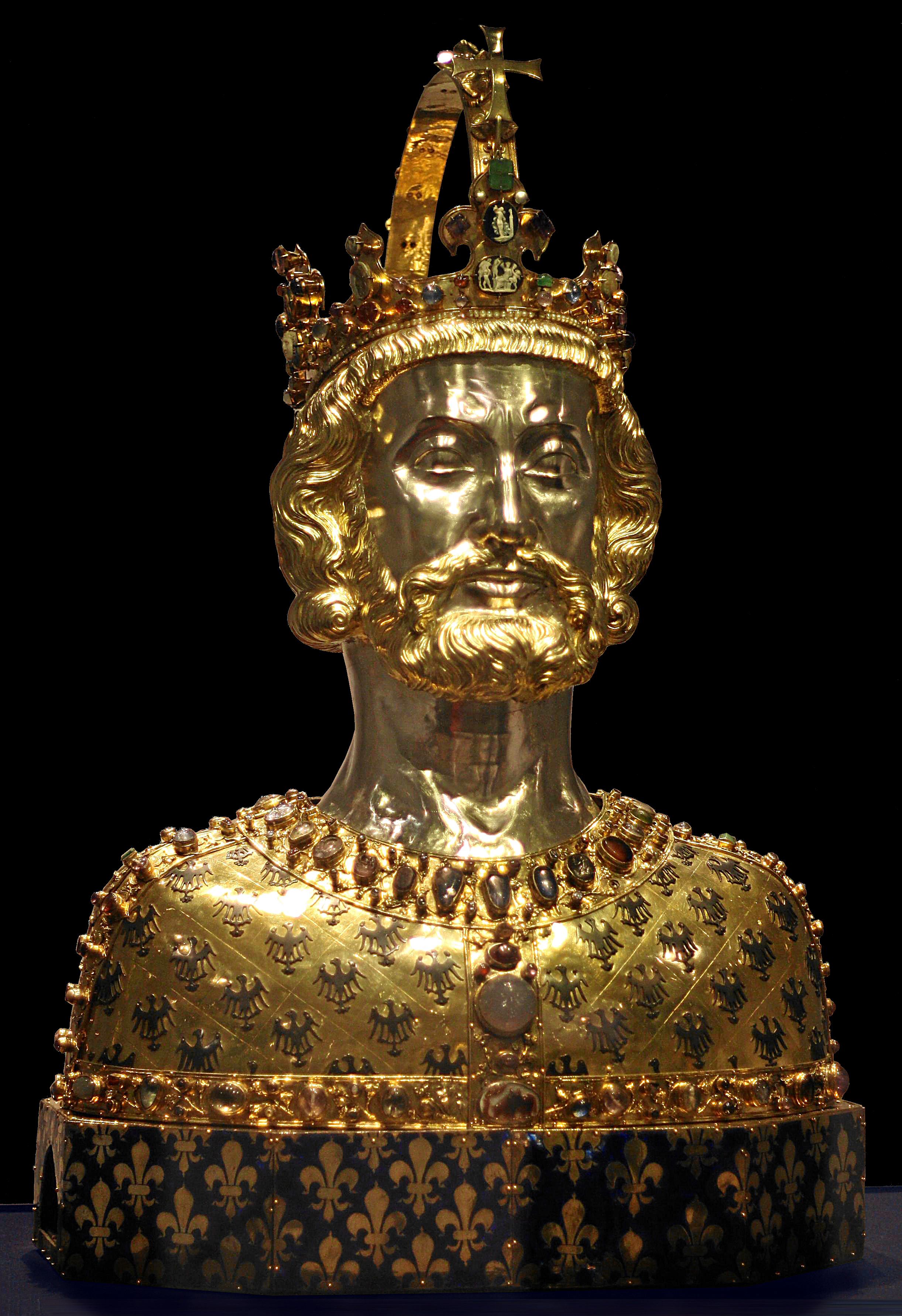
Reichsadler auf der Karlsbüste des Aachener Domschatzes, vermutlich nach 1349 entstanden

Die erste heraldische Darstellung des Reichsadlers findet sich auf einer Münze Friedrich Barbarossas aus den Jahren 1172 bis 1190, wenige Jahrzehnte nach dem Investiturstreit und just in jener Zeit, in der der Kaiser und seine Kanzlei damit begonnen hatten, die Konzepte des Honor Imperii sowie des Sacrum Imperium einzuführen und damit die Würde, Legitimität und Macht des Kaisertums und des Reichs in Bezug auf das Papsttum, den Adel und die Städte neu zu betonen. Die erste farbige Wiedergabe des Reichsadlers (schwarz in goldenem Feld) ist unter Kaiser Otto IV. (1198–1218) historisch greifbar. Schon um 1270 erscheint der Adler im Siegel der Reichsstadt Kaiserswerth – von dort gewinnt er im Sinne der Staatsidee der Renovatio imperii seine Rolle als königlich-kaiserliches Emblem und Wappentier auf Reichssturmfahne und Reichsbanner des Heiligen Römischen Reiches, und damit zum Symbol des Heiligen Römischen Reiches. Besonders bei Ottos Nachfolger Friedrich II. hatten kaiserliche Symbole, die wie der Adler an die Insignien und Ikonografien der spätantiken Kaiser anknüpfen, eine hohe Bedeutung für die Vermittlung seiner Kaiser- und Reichsidee.
Der Doppeladler geht auf Kaiser Sigismund und das Jahr 1433 zurück – in einer Übergangsphase symbolisiert der einfache Adler den römisch-deutschen König, der doppelköpfige den Kaiser. Außerdem dient er auf dem Reichsbanner als Bild, und knüpft damit an die gegen die islamisch-arabische Expansion gerichtete Tradition des Doppeladlers Ostroms an.
Er wurde bald darauf als Quaternionenadler mit einer Auswahl an Wappen der Reichsstände (Quaternionen der Reichsverfassung) auf den Flügeln belegt. Dieser Adler trägt das Kruzifix auf der Brust, wenn er das Reich, und das Hauswappen des Herrschers, wenn er den römisch-deutschen Kaiser symbolisiert.
Der Adler galt sowohl als kaiserliches Symbol wie auch als Symbol des Reiches. Die Verwendung eines Adlers war daher auch immer ein Bekenntnis zu Kaiser und Reich und wurde von den römisch-deutschen Kaisern oft auch verliehen. So sind Adlerwappen typisch für viele freie Reichsstädte, die Wert auf ihre Reichsunmittelbarkeit legten und sich keinem Territorialherrn unterwerfen wollten, und finden sich auch in Zunftwappen und anderem (vgl. Sonstige Verwendung des Doppeladlers).
Als Zeichen dafür, dass sich die Alte Eidgenossenschaft noch nicht gänzlich vom Römisch-Deutschen Reich gelöst hatte, ließen die Städte Zürich, Zug, Bern, Solothurn und Schaffhausen noch lange Zeit zum Zeichen der von ihren anerkannten Reichshoheit den Reichsadler auf ihre Taler prägen. Genf führt bis heute den Reichsadler in seinem Wappen.

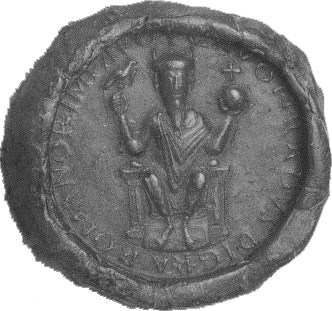
Drittes Kaisersiegel Konrads II. mit der Darstellung eines sogenannten Adlerszepters, von 1029 bis 1034 im Gebrauch
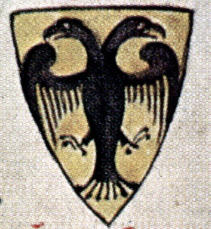
Darstellung des doppelköpfigen Reichsadlers als Wappen Otto IV. Chronica Maiora des Matthäus Paris, ca. 1250
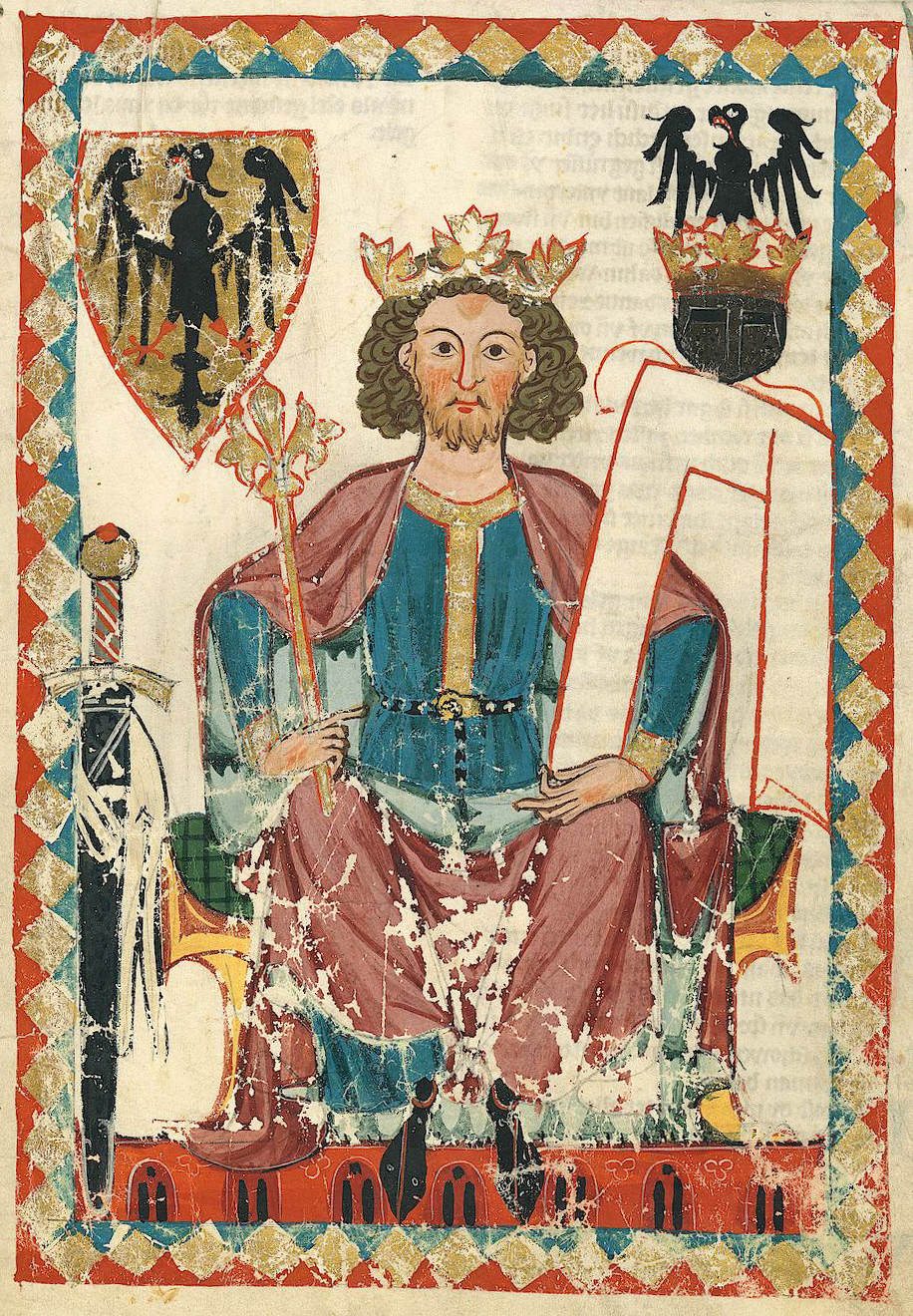
Kaiser Heinrich VI. mit dem königlichen Adlerwappen Codex Manesse
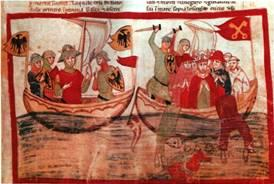
Darstellung des Reichsadlers auf Wappenschilden und Marineflaggen der kaiserlichen Flotte Friedrichs II. in der Seeschlacht von Giglio Nuova Chronica von Giovanni Villani, frühes 14. Jahrhundert
Schwarzer, nimbierter Doppeladler in Gold: Reichsbanner des Heiligen Römischen Reiches (von 1400 bis 1806 in Verwendung)
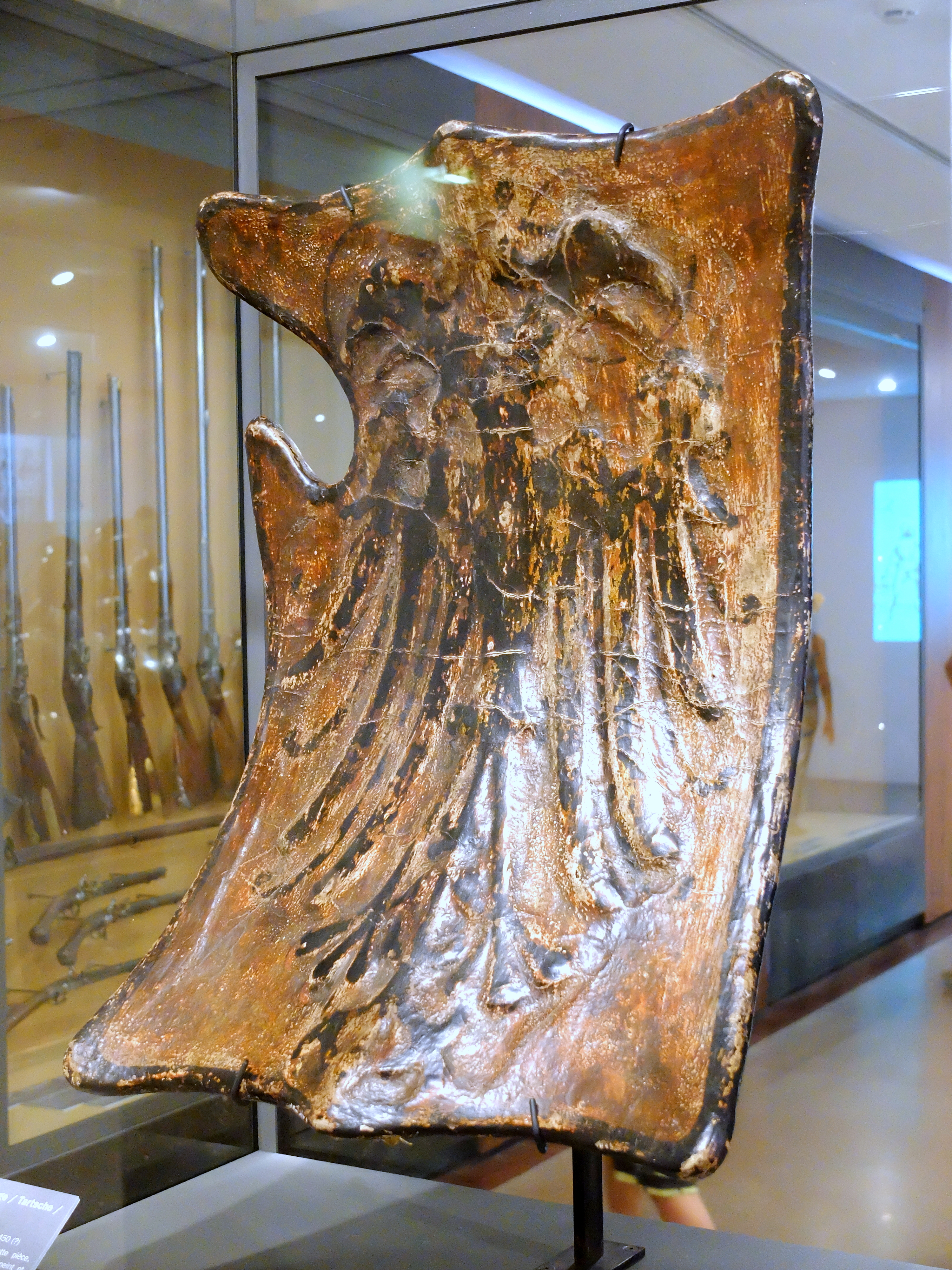
Doppeladler aus der Zeit um 1450
Quaternionenadler, die Flügel mit den Reichsständen belegt, als Symbol des Reiches Holzschnitt von Hans Burgkmair d. Ä., 1510
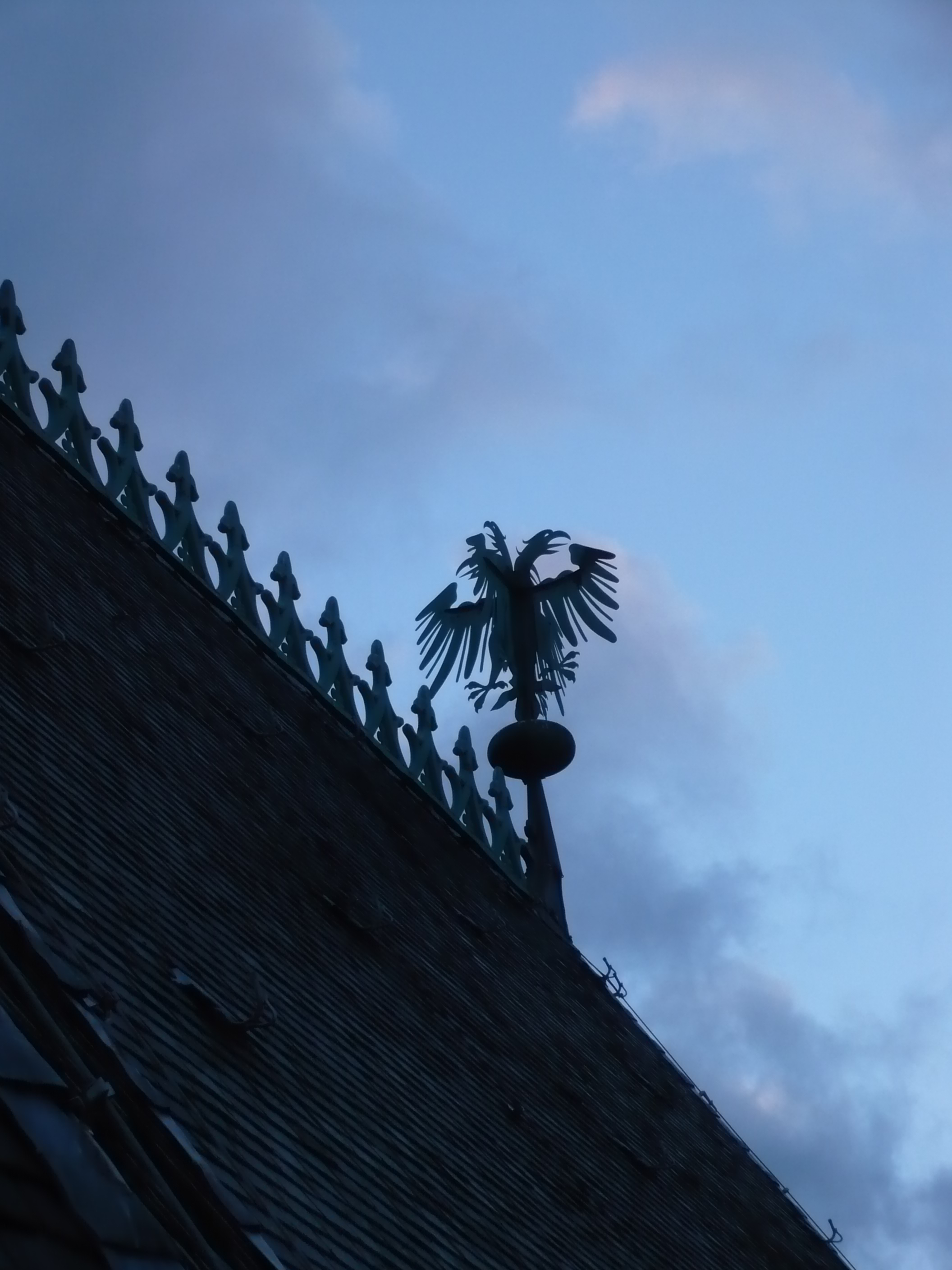
Reichsadler auf der Westseite der Chorhalle des Aachener Doms
Doppeladler des Heiligen Römischen Reichs auf dem Wappen der gelderländischen Stadt Nimwegen
Reichsadler als einköpfiger Adler des deutschen Königtums auf dem Wappen der vormals reichsunmittelbaren Stadt Aachen
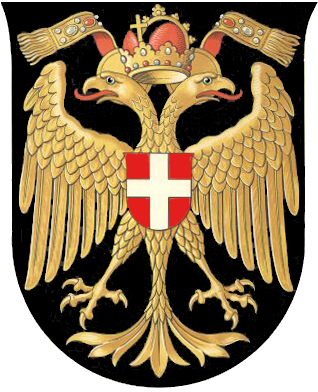
Doppelköpfiger Reichsadler in Gold auf Schwarz im Wappen der Stadt Wien (1461–1925)
Einköpfiger Reichsadler auf dem Herzschild des Wappens des Hochmeisters des Deutschen Ordens
Reichsadler auf dem Wappen der Reichsabtei Echternach und der Stadt Echternach
Einköpfiger Reichsadler im Wappen des ehemaligen Amtsbezirks Oberhasli und der Gemeinde Meiringen

## Adler des russischen Kaiserreiches
Das Zarentum Russland und später das Russische Reich übernahmen mit dem kaiserlichen Doppeladler „das dritte Rom“ ab 1487. Ob es sich um eine direkte Übernahme oder aber vielleicht um ein Ehewappen von Ivan III. mit Sofia Palaiologa handelt, oder es über einen anderen Weg gewählt wurde, ist unklar. Er findet sich heute im Staatswappen der Russischen Föderation wieder.

Russland, 1492
Russland, 18. Jahrhundert
Russland, 1883 – in einer an den Quaternionenadler angelehnten Form

## Reichsadler nach Ende des Heiligen Römischen Reiches
Nach dem Ende des Heiligen Römischen Reiches 1806 ging der Adler über auf:
- das Reich der Habsburger: Der Österreichische Adler, ein vom Quaternionenadler abgeleiteter Doppeladler mit den Wappen der Erblande belegt – schon vor dem Zerfall ab 1804 – für das Kaisertum Österreich, und ab 1867 die Österreichisch-Ungarische Monarchie. Erst hier findet eine Vereinigung des Reichsemblems mit dynastischen Symbolen und feudalem Eigentumsrechten statt.[8] Der heutige einköpfige Bundesadler der Republik Österreich wurde 1919 aber bewusst in Distanz zum monarchischen Kaiseradler eingeführt; er leitet sich nicht von diesem, sondern von normalen Wappenadlern ab – während der nimbierte Doppeladler des Ständestaats 1934–1938 wieder einen ausdrücklichen Bezug zum römisch-deutschen Reichsadler nahm.
- den Deutschen Bund: Dieser 1815 gegründete Staatenbund nahm den doppelköpfigen Reichsadler während der Deutschen Revolution im März 1848 als Hoheitszeichen an.
- das Deutsche Reich: Hier stellte der einköpfige Reichsadler – angelehnt an den Preußischen Adler – das Hoheitszeichen des Deutschen Kaiserreiches (1871–1918) dar. Ab 1914 plante das Deutsche Reich, den Reichsadler als Wappenelement auf Kolonialflaggen und Kolonialwappen von Deutsch-Ostafrika, Deutsch-Kamerun, Togoland, Deutsch-Südwestafrika, Deutsch-Samoa und Deutsch-Neuguinea einzuführen. Als der Monarchie in Deutschland nachfolgende Staatsform führte die Weimarer Republik (1919–1933) den Reichsadler fort.
- die Bundesrepublik Deutschland: Auf dem heutigen Bundeswappen Deutschlands und auf zahlreichen anderen Symbolen, Ehren- und Hoheitszeichen wird die Traditionslinie der Reichsadler des Deutschen Reichs unter der Bezeichnung Bundesadler weitergeführt.

Auch für Napoleon I. und Napoleon III. war der Napoleonische Adler in Übernahme der päpstlich zugesicherten Nachfolge der römischen Cäsarenmacht Kennzeichnungssymbol der Heere.

Erstes Kaiserreich unter Napoleon Bonaparte
Wappen des Kaisertums Österreich von 1815 bis 1915
Deutscher Reichsadler (Kaiserreich) ab 1888
Doppelköpfiger Reichsadler auf dem Wappen des Deutschen Bundes ab 1848
Reichsadler der Weimarer Republik ab 1928 und Bundesadler der Bundesrepublik ab 1950 (Bundeswappen Deutschlands)
Wappen der Republik Österreich ab 1945 und zuvor bereits ähnlich von 1919 bis 1934

## Reichsadler in der Zeit des Nationalsozialismus
In der Zeit des Nationalsozialismus (1933–1945) wurde der Reichsadler des Deutschen Reiches – mit einem vollkommen anderen Erscheinungsbild als die kaiserlichen Adler – meist mit dem Hakenkreuz in einem Eichenkranz dargestellt.

### Reichsadler und Parteiadler

Reichsadler mit Hakenkreuz im Eichenkranz als Hoheitszeichen des Reiches (1935–1945)

Die Nationalsozialisten übernahmen 1933 den Reichsadler der Weimarer Republik und modifizierten ihn, indem sie ihn mit ihrem Parteisymbol des Hakenkreuzes und einem Eichenkranz ergänzten. Bereits am 17. Februar 1934 wurde in einer Verordnung des Reichspräsidenten von Hindenburg das Hoheitszeichen der NSDAP bei der Wehrmacht (damals noch Reichswehr) eingeführt. Getragen wurde dieser Wehrmachtsadler auf Uniformrock bzw. -bluse (z. B. bei Wehrmachthelferinnen), am Deckel von Schirm- oder Feldmütze sowie am Stahlhelm. So wurde es auch in der Anzugsordnung für das Reichsheer vom 14. November 1934 geregelt.

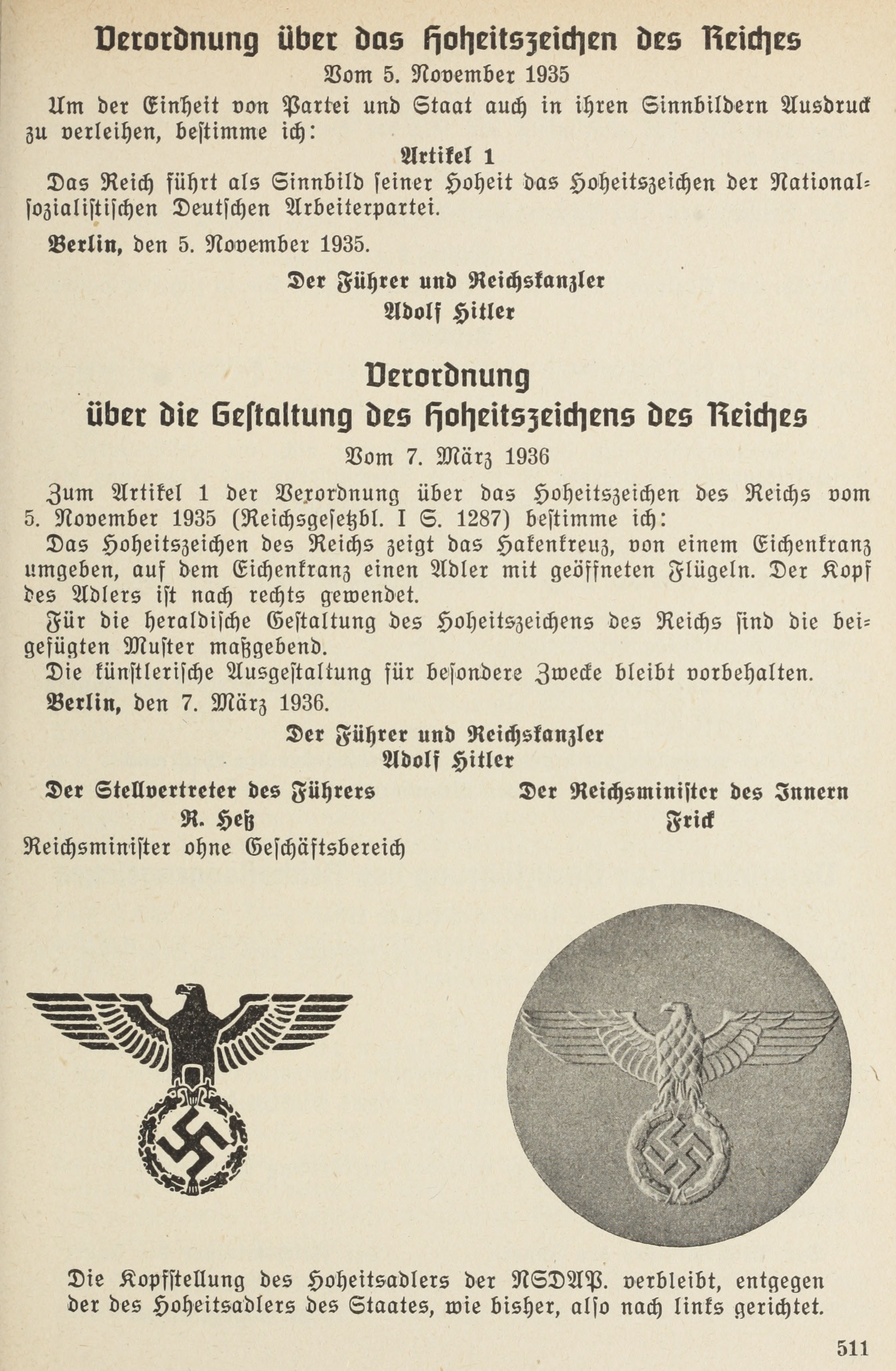
Verordnungen über das „Hoheitszeichen des Reiches“ und seine Gestaltung von 1935 bzw. 1936.

In Hitlers Verordnung über das Hoheitszeichen des Reichs vom 5. November 1935 heißt es:

„Um der Einheit von Partei und Staat auch in ihren Sinnbildern Ausdruck zu verleihen, bestimme ich:
- Artikel 1: Das Reich führt als Sinnbild seiner Hoheit das Hoheitszeichen der Nationalsozialistischen Deutschen Arbeiterpartei.
- Artikel 2: Die Hoheitszeichen der Wehrmacht bleiben unberührt.
- Artikel 3: Die Bekanntmachung, betreffend das Reichswappen und den Reichsadler, vom 11. November 1919 (Reichsgesetzbl. S. 1877) wird aufgehoben.
- Artikel 4: Der Reichsminister des Innern erläßt im Einvernehmen mit dem Stellvertreter des Führers die zur Ausführung des Artikels 1 erforderlichen Vorschriften.“

Die definitive Gestaltung des Hoheitszeichens des Reichs erfolgte jedoch erst mit einer Verordnung über die Gestaltung des Hoheitszeichens des Reichs vom 7. März 1936. Dort wurde erstmals festgelegt, dass der Kopf des Reichsadlers nach rechts – heraldisch gesehen aus der Blickrichtung des Wappentieres betrachtet – gewendet ist, der Parteiadler jedoch nach links zu blicken hatte.
Es gibt mehrere Theorien zu dem von Hitler selbst entworfenen „Parteiadler“. Die wohl populärste und wahrscheinlichste Theorie sagt aus, dass der Parteiadler die „Rückseite“ des Reichsadlers darstellt. Symbolisch würde das im Sinne eines Einparteiensystems, des Führerprinzips und der totalitären Staatsauffassung des NS-Regimes bedeuten, dass es zwei voneinander abhängige „Hälften“ gibt: das Reich und die Partei. Beide vereinigten sich in dem Amt des „Führers“, der sowohl Reichskanzler als auch Parteivorsitzender, ab 1934 auch Reichspräsident und somit Staatsoberhaupt war.
Es wurden z. B. kleine und größere Statuen des Reichsadlers mit ausgebreiteten Schwingen gefertigt, der auf einem Siegerkranz mit eingraviertem Hakenkreuz stand. Noch heute kann man an Gebäuden aus dieser Zeit solche Adler sehen. Lediglich das Hakenkreuz, das ein Symbol der NSDAP und ihrer völkischen und antisemitischen Programmatik war, wurde im Zuge der Entnazifizierung Deutschlands aus dem Kranz herausgemeißelt.

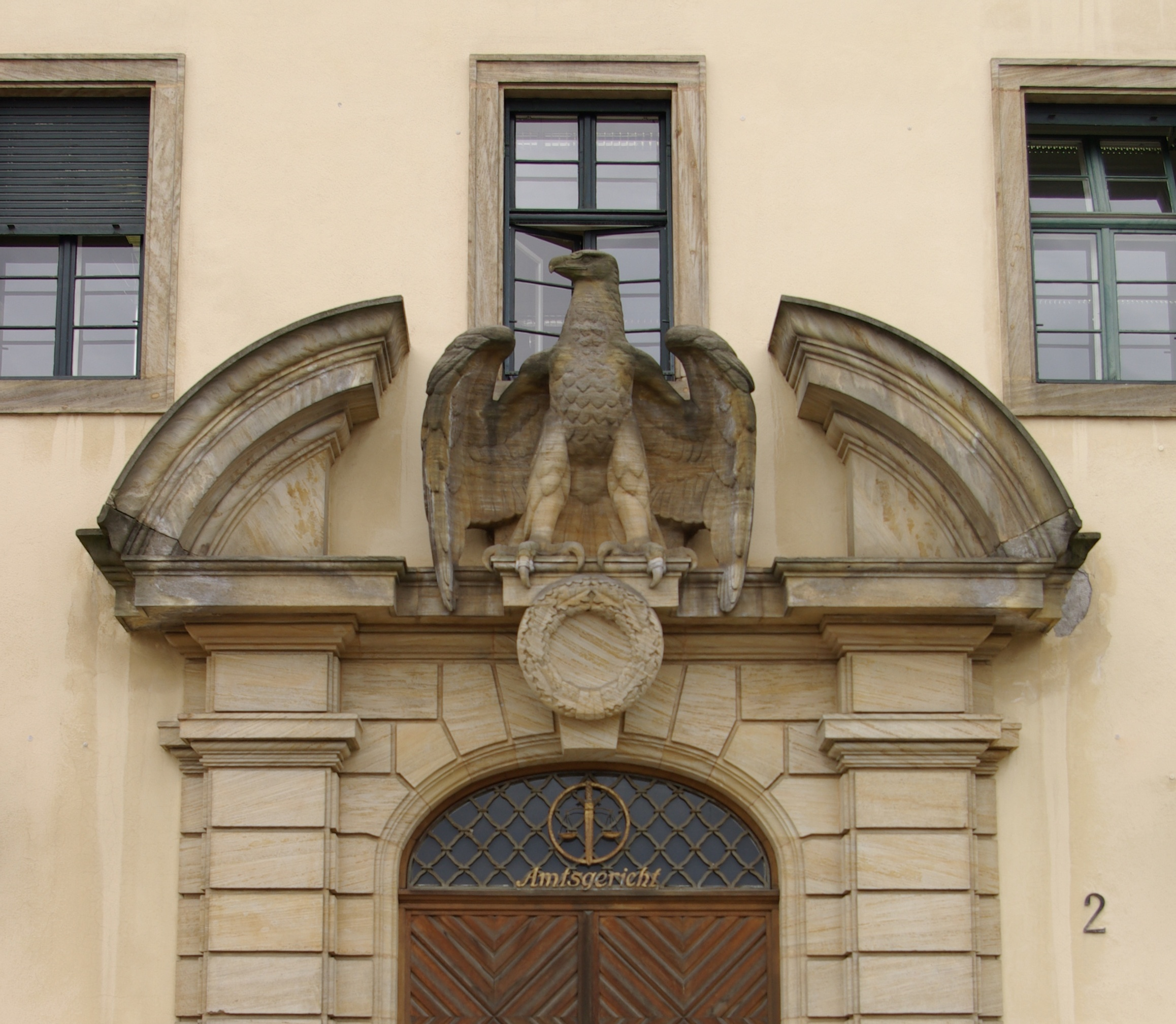
Entnazifizierter Reichsadler mit herausgemeißeltem Hakenkreuz über dem Eingang des Amtsgerichts Erlangen
Wappen Preußens 1933–1935: Adler mit Schwert, einem dem Jupiterkult und dem Napoleonischen Adler entlehnten Blitzbündel sowie Spruchband
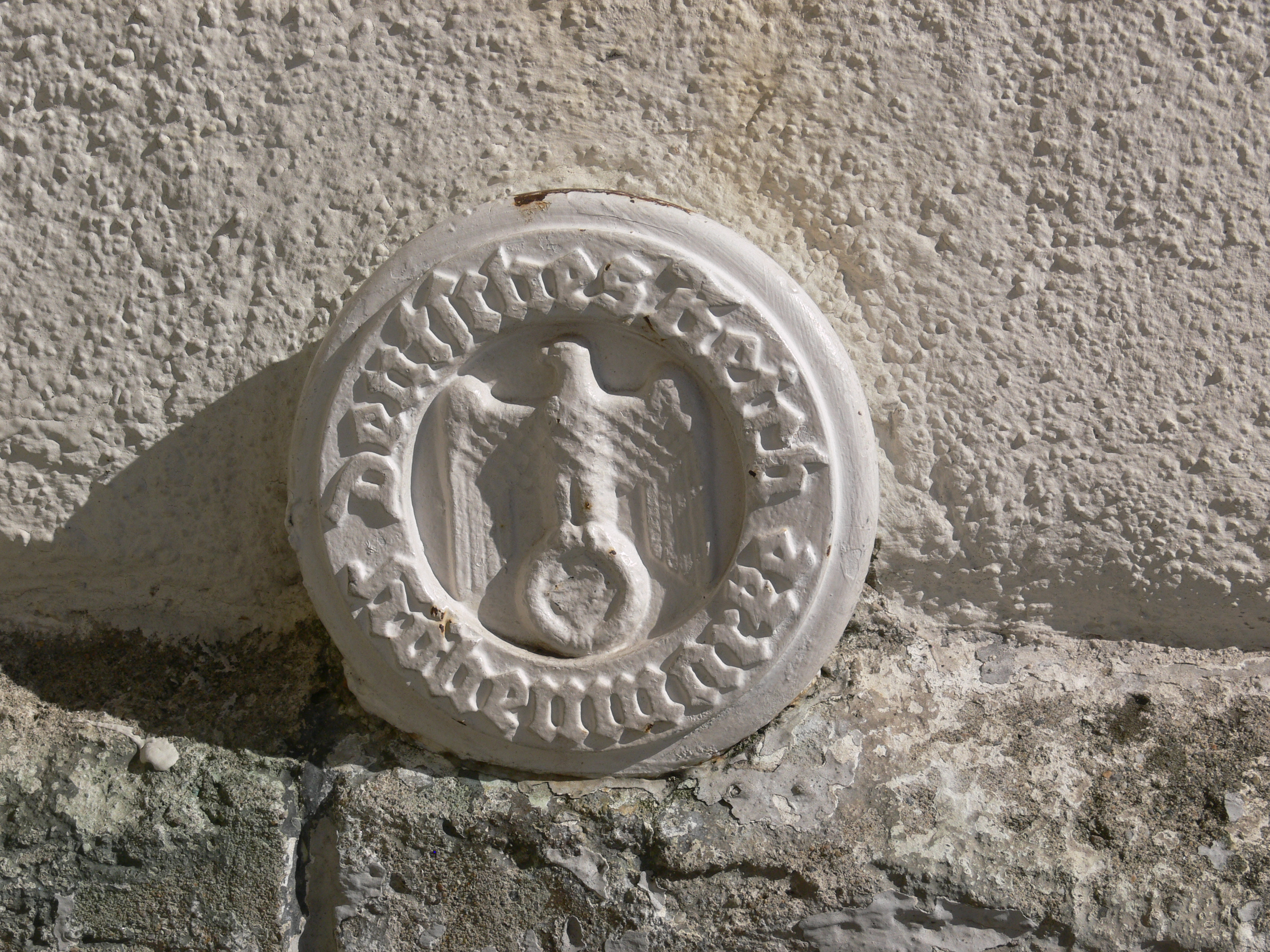
Reichsadler, gedrungene Form mit angelegten Schwingen, im Eichenlaubkranz (entnazifiziert mit ausgemeißeltem Hakenkreuz, als Höhenmarke am Blaserturm in Ravensburg)
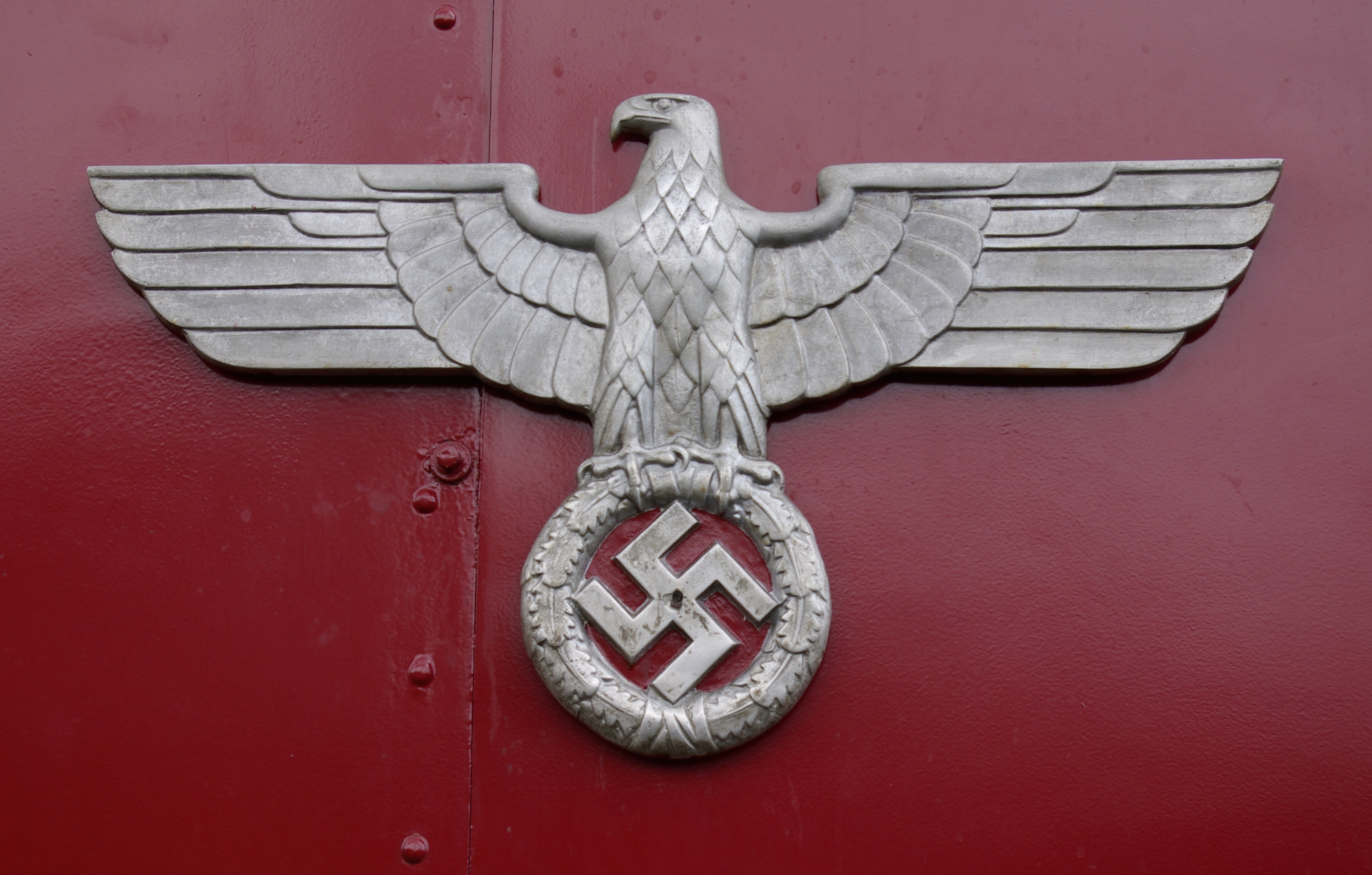
Reichsadler auf der Lokomotive E 19 12 der Deutschen Reichsbahn
Logo der Reichsbahn
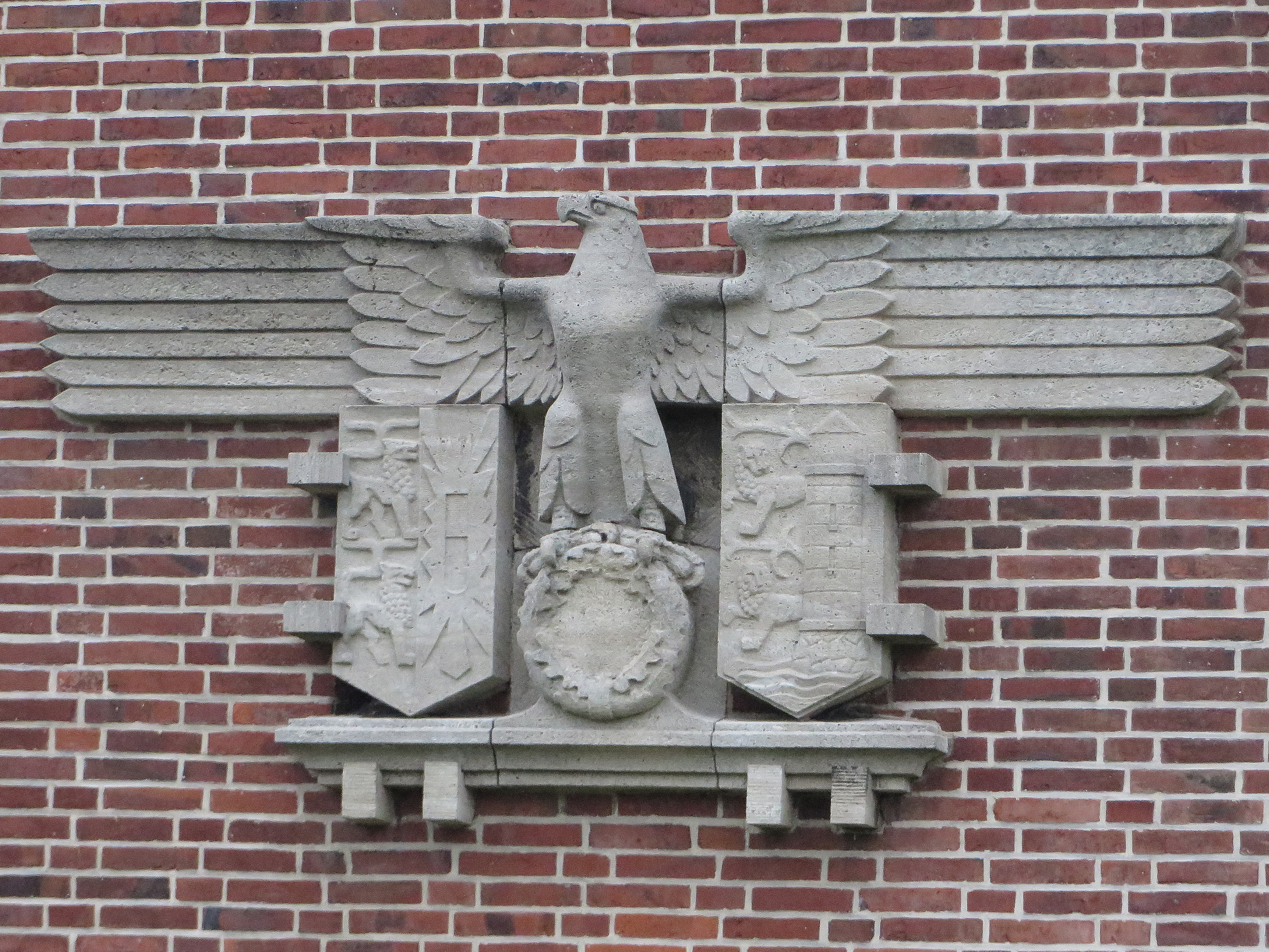
Entnazifizierter Reichsadler mit den Wappen Schleswig-Holsteins und Flensburgs unter den Schwingen, an der Marinesportschule in Flensburg-Mürwik, wo im Mai 1945 die letzte Reichsregierung verhaftet wurde.